# FM-радіо

Графічна ілюстрація амплітудної та частотної модуляції

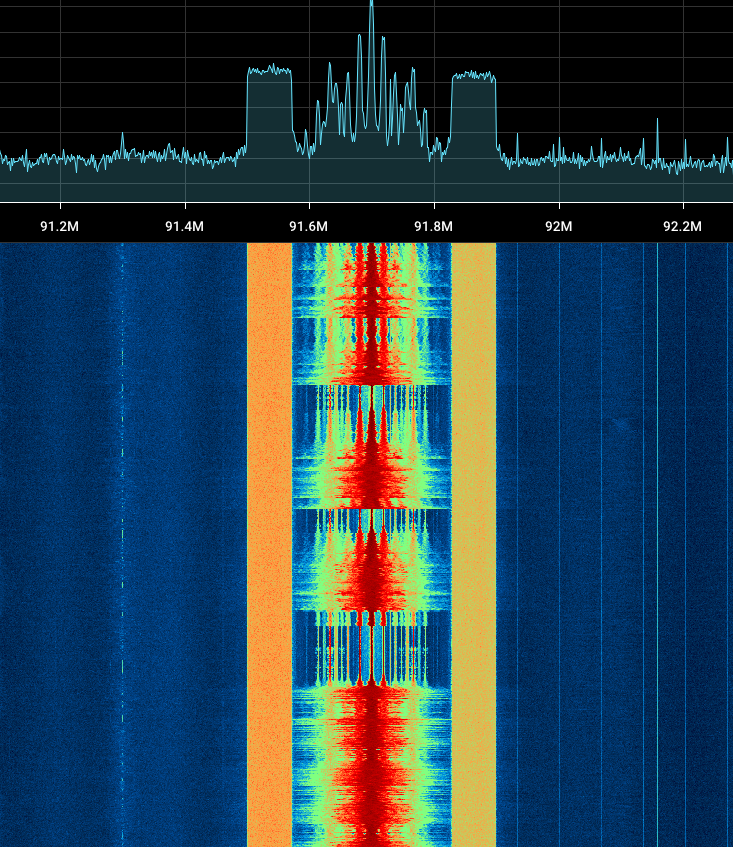
Субчастоти FM-станції на спектрограмі SDRpp

FM-радіо (англ. FM broadcasting) — технологія радіотрансляції, винайдена Едвіном Говардом Армстронгом, який використав частотну модуляцію (FM), щоб забезпечити високу точність відтворення звуку по радіо. Термін FM є англомовною абревіатурою терміна «частотна модуляція» (англ. frequency modulation).
При частотній модуляції інформація передається за допомогою зміни частоти сигналу-носія, цим вона відрізняється від амплітудної модуляції (AM), яка змінює амплітуду сигналу, лишаючи частоту незмінною.

## Частоти
У більшості країн світу FM-радіостанції використовують ультракороткі радіохвилі на частоті від 87,5 до 108,0 МГц. Однак є деякі винятки з цього правила:
- у більшості країн — колишніх республік СРСР також може використовуватись частота 65-74 МГц;
- в Японії використовуються частоти 76-95 МГц.

Частота, на якій працює кожна окрема станція, зазвичай обирається числом, кратним 100 кГц. У Південній Кореї, на Філіппінах, Південній Америці та деяких інших країнах використовують лише непарні значення. У деяких країнах Європи та Африки — лише парні. В Італії використовують значення, кратні 50 кГц.

## Відмова від FM-мовлення
Більшість країн Європи планують відмовитись від FM-радіостанцій на користь нового формату цифрового радіо (Digital Audio Broadcasting, DAB). Норвегія стала першою країною, у якій до кінця 2017 року припинили мовлення національні FM-станції (хоча деякі місцеві ще залишилися). У Швейцарії перехід на стандарт DAB планується протягом 2020—2024. Загалом, в сучасності, будь-яке радіомовлення стає практично неактуальним у зв'язку з розвитком мережі інтернет та можливістю отримувати контент за запитом.